# ۱۹ خرداد
۱۹ خرداد هشتاد و یکمین روز سال در گاه‌شماری خورشیدی است. به پایان سال ۲۸۴ روز (۲۸۵ روز در سال کبیسه) باقی‌است.

## رویدادها
- ۱۳۸۸ - مناظرهٔ تلویزیونی میان محمود احمدی‌نژاد و محسن رضایی، دو تن از کاندیدهای دهمین دورهٔ انتخابات ریاست جمهوری ایران.
- ۱۳۸۸ - نامهٔ تاریخی هاشمی رفسنجانی به رهبر ایران.

## زادروزها
- ۱۳۲۸ - کامبیز روشن‌روان، موسیقی‌دان
- ۱۳۴۹ - امین حیایی، بازیگر
- ۱۳۶۳ - مسعود شجاعی، فوتبالیست

## درگذشتگان
- ۹ - شهربراز، سی‌امین شاه ساسانی ایران
- ۱۳۸۶ - پرویز ورجاوند، باستان‌شناس
- ۱۳۹۷ - احمد احمدی، نماینده تهران در دوره هفتم مجلس شورای اسلامی و بنیان‌گذار سازمان سمت
- ۱۴۰۲ - فیروز نادری، دانشمند و معاون پیشین مدیرکل تنظیم راهبردهای آزمایشگاه پیش‌رانش جت ناسا